# أندريا بايكيتش
أندريا بايكيتش (مواليد 1993) عارضة أزياء وحاملة لقب ملكة جمال أمريكية والتي توجت ملكة جمال جزر العذراء الأمريكية عام 2019. عقدت مسابقة في 17 أغسطس 2019 ، حيث تنافست عشر جمالات رائعة على التاج الوطني، وسوف تمثل جزر العذراء الأمريكية في مسابقة ملكة جمال الكون 2019.

## روابط خارجية
- Miss Universe U.S. Virgin Islands Official Website
- أندريا بايكيتش على إنستغرام
- Miss U.S. Virgin Islands على إنستغرام